# Alaksandu
Alaksandu fue un rey de Wilusa que selló un tratado con Muwatalli II (1295-1272 a. C.) ca. 1280 a. C. Este tratado implica que Alaksandu había concertado previamente un tratado también con el padre de Muwatalli, Mursili II (1322-1295 a. C.).
Alaksandu era un sucesor de un tal Kukkunni —nombre identificado por algunos con Cicno (Kyknos), rey de la ciudad de Colonas—, aunque no se sabe si era su inmediato sucesor. Muwatalli recuerda la amistad de Kukkunni con su propio abuelo, Suppiluliuma I, y luego evoca los más de tres siglos de amistad entre los hititas y Wilusa desde el reinado de Hattusili I.
Muwatalli en su carta reduce la importancia de la ascendencia real, sugiriendo que Alaksandu había llegado al poder por otros medios que la sucesión regular, de modo que Alaksandu no es necesariamente un familiar de Kukkunni. Esto ha sido tomado como un indicio de que pudo haber habido un primitivo gobernante griego llamado de ese modo, que ha sido asociado con el Alexandros de Ilión de Homero, más conocido como Paris de Troya.